# Lucas Vázquez de Ayllón

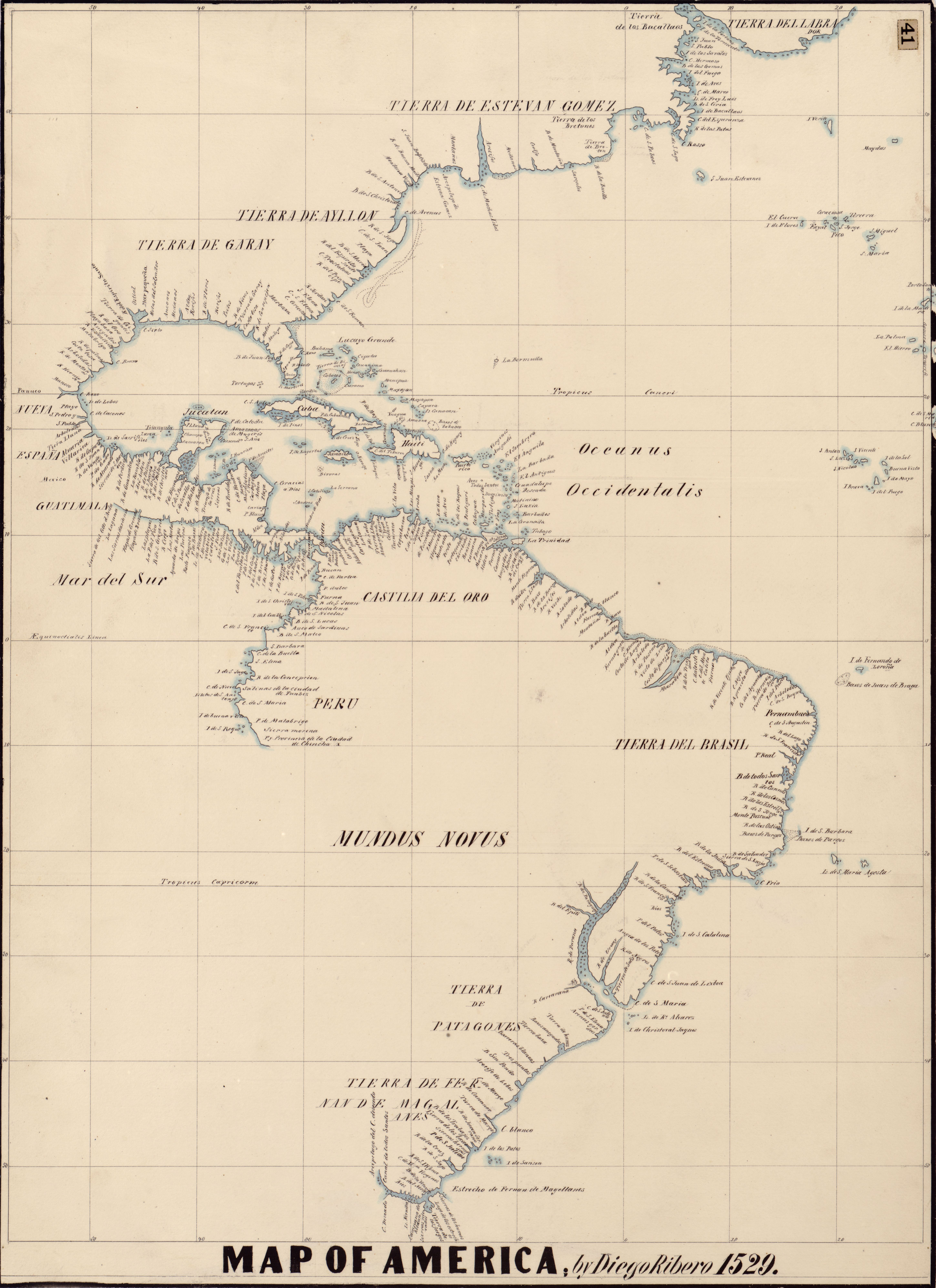
Der Kartograf Diego Ribero benannte die Atlantikküste Nordamerikas 1529 nach Ayllon: Tierra de Ayllón

Lucas Vázquez de Ayllón (* um 1478 in Toledo; † 18. Oktober 1526 in Virginia) war ein spanischer Entdecker und Konquistador.
Im Jahre 1504 ging er nach Hispaniola und arbeitete dort als Richter. So vermittelte er 1520 zwischen den Rivalen Hernán Cortés und Diego Velázquez. Gleichzeitig betrieb er Sklavenhandel mit Indianern.
1526 segelte Ayllón mit insgesamt sechs Schiffen und 500 Kolonisten zur Küste des heutigen South Carolina und gründete dort San Miguel de Gualdape, die erste europäische Siedlung auf dem Gebiet der heutigen USA. Mit an Bord waren auch afrikanische Sklaven, von denen einige sich bei einem Aufstand von der Siedlung absetzten und bei den Indianern Unterschlupf fanden.
Aufgrund der schwierigen Umstände (Hunger, Krankheit und Streit mit den Indianern) starb der größte Teil der Kolonisten. Ayllón selbst erlag einem Fieber. Nach nur drei Monaten, Anfang des Jahres 1527, wurde die Siedlung wieder aufgegeben. Die 150 Überlebenden kehrten nach Hispaniola zurück.